# Thladiantha maculata
Thladiantha maculata är en gurkväxtart som beskrevs av Célestin Alfred Cogniaux. Thladiantha maculata ingår i släktet berggurkor, och familjen gurkväxter. Inga underarter finns listade i Catalogue of Life.